# Melvin Matamoros
Melvin Orlando Matamoros Ponce (* 3. Juli 1978) ist ein honduranischer Fußballschiedsrichter.
Matamoros leitet seit vielen Jahren Spiele in der Liga Nacional de Fútbol Profesional de Honduras.
Seit 2014 steht er auf der Liste der FIFA-Schiedsrichter und leitet internationale Fußballspiele.
Beim Gold Cup 2017 leitete Matamoros ein Spiel in der Gruppenphase. Auch in der CONCACAF Nations League kam er in den Saisons 2019–21, 2022/23 und 2023/24 in insgesamt vier Spielen zum Einsatz.